# Meho Puzić
Mehmed "Meho" Puzić (Odžak, 24. jul 1937 — Odžak, 25. jun 2007) bio je bošnjački i jugoslovenski intepretator sevdalinki i narodnih pesama. Svrstava se u red najpoznatijih pevača ovog žanra u Bosni, pored Safeta Isovića, Zehre Deović, Himza Polovine i dr.
Preminuo je u rodnom gradu, gde je i sahranjen, na Starom mezarju u Sokaku Puzića, dan posle smrti. Živeo je u Sarajevu i 40 godina pevao sevdalinke i narodne pjesme, koje se karakterišu kao jedne od najboljih.

## Diskografija
| - Jedna žena ostavi me (1965) - Jednom se živi (1971) - Pusti majko još večeras (1974) - Na put se spremam (1976) - Tebi majko misli lete (1977) - Majko, majko (1979) - Šta cu kuci tako rano (1979) - Pruži mi ruke ljubavi (1980) - Gdje naći takvu ljubav (1980) - Mi Bosanci delije (1982) - Il' me ženi il' tamburu kupi (1984) - Mladost i iskustvo (1986) - Nije ona svemu kriva (1988) | - Ne žali je, majko (1989) - Najdraže sevdalinke (1989) - Moj brate u tuđini (1992) - Vjetrovi rata (1992) - Grijeh je mlado ne ljubiti (1994) - Poruka Šehida (1995) - Hitovi (1999) - Nezaboravni hitovi (2000) - Decenije sevdaha (2003) - Gledaj me draga (2003) - Stare ljubavi (2003) - Zaljubljeni kralj (2005) - Moje pjesme, moji snovi (2006) - Folk zvijezde zauvijek. Najveći hitovi (2012) |

## Festivali
- 1966. Ilidža - Oj, Ivane
- 1967. Ilidža - U proljeće kad vjetrić zapiri (alternacija sa Zorom Dubljević), prva nagrada stručnog žirija, treća nagrada publike i nagrada za najbolji tekst o Ilidži
- 1968. Ilidža - Vrati mi se ljubavi
- 1968. Jesen '68 - Ako nećeš ti, hoće druge tri
- 1968. Beogradski sabor - Šta se ono tamo zbiva
- 1969. Ilidža - Pjesmo, živote moj
- 1970. Ilidža - Jednom se živi
- 1970. Beogradski sabor - Pusti me
- 1971. Ilidža - Ja nisam kriv
- 1976. Ilidža - Meni dobro, a drugima bolje
- 1976. Hit parada - Misli svako da je meni lako
- 1977. Ilidža - Plakala si sinoć
- 1978. Ilidža - Ah, da život duže traje
- 1980. Hit ljeta - Partizanske ruže, pobjednička pjesma
- 1986. Vogošća, Sarajevo - Pamtim naše razgovore
- 1987. Vogošća, Sarajevo - Ne može te niko uzeti od mene
- 1988. Vogošća, Sarajevo - Stari Alija
- 1990. Vogošća, Sarajevo - Hvala majci što te rodi